# Hołosko Małe
Hołosko Małe (ukr. Голоско Мале) – dawniej wieś, od 1930 część miasta Lwowa  na Ukrainie, w obwodzie lwowskim, w rejonie kolejowym. Leży na północny zachód od lwowskiej starówki, na północ od Kleparowa i na zachód od Zamarstynowa, w rejonie ulicy Warszawskiej.
W II Rzeczypospolitej do 1930 samodzielna gmina jednostkowa w powiecie lwowskim w woj. lwowskim. W 1921 roku liczba mieszkańców wynosiła 665 w 117 domach. Rozporządzeniem z 11 kwietnia 1930 gmina wiejska Hołosko Małe została włączona w całości do miasta z dniem 10 maja 1930. Zmiana ta weszła w życie z dniem 1 kwietnia 1931.
Wraz z Hołoskem Wielkim (włączonym do Lwowa znacznie później) stanowi współczesną dzielnicę Hołosko.